# أندي هيلبرت
أندي هيلبرت (بالإنجليزية: Andy Hilbert) هو لاعب هوكي الجليد أمريكي، ولد في 6 فبراير 1981 في لانسنغ في الولايات المتحدة.

## وصلات خارجية
- أندي هيلبرت على موقع دوري الهوكي الوطني (الإنجليزية)
- أندي هيلبرت على موقع EliteProspects.com (الإنجليزية)
- أندي هيلبرت على موقع HockeyDB.com (الإنجليزية)
- أندي هيلبرت على موقع Hockey-Reference.com (الإنجليزية)